# Franciszek Michalski (kapłan)
Franciszek Michalski (ur. 20 maja 1867 w Chojnicach, zm. 20 października 1935 w Pelplinie), niemiecki duchowny katolicki związany z Pomorzem, kanonik kapituły katedralnej w Pelplinie, proboszcz parafii św. Brygidy w Gdańsku.

## Życiorys
Urodził się w rodzinie chojnickiego kupca Jana i Marii z domu Eschner. W latach 1876–1886 był uczniem gimnazjum w Chojnicach. Po maturze wyjechał w 1886 na studia teologiczne do Wrocławia; naukę kontynuował w Monachium, Bonn oraz w Pelplinie, gdzie otwarto seminarium po przerwie w okresie kulturkampfu. Po trzech latach w seminarium pelplińskich przeniósł się w 1890 do Münster. Tamże, na studiach zgłębiając głównie zagadnienia z historii Kościoła, przyjął 31 maja 1890 święcenia kapłańskie, a 7 marca 1892 uzyskał promocję na doktora teologii. Rozprawę doktorską poświęcił włoskiemu teologowi z przełomu XV i XVI wieku, dominikaninowi Sylvestrowi Prieriasowi (De Silvestri Prieriatis Ord. Praed. magistri sacri palacii [1456-1523] vita et scriptis). Miesiące wakacyjne studiów spędzał na posłudze kapelańskiej wśród polskich emigrantów w Westfalii, był także kapelanem w Meppen.
Z dyplomem doktora teologii powrócił do diecezji chełmińskiej. Pracował początkowo jako wikariusz w Świeciu, skąd przeszedł na podobną funkcję w gdańskiej parafii św. Mikołaja. W 1894 mianowany został profesorem filozofii i historii Kościoła w seminarium w Pelplinie. Był w tym okresie współpracownikiem wielokrotnie wznawianego dzieła Kirchenlexicon, wydawanego we Fryburgu Bryzgowijskim; dla tej publikacji opracował m.in. hasła o Sylvestrze Prieriasie, Sambii, tumulcie toruńskim.
W 1899 powrócił do pracy duszpasterskiej i objął pod koniec stycznia tegoż roku probostwo Kaplicy Królewskiej w Gdańsku. W kwietniu 1907 został proboszczem parafii św. Brygidy. W obu parafiach organizował chóry dziecięce. W latach 1916–1919 pełnił funkcję dziekana Dekanatu Gdańsk I. Zaangażowany był we wspieranie Szpitala Najświętszej Maryi Panny w Gdańsku, w latach I wojny światowej przewodniczył jego radzie administracyjnej. Opracował modlitewnik Lobt Christ den Herrn (1910), przez kilka lat (1907-1911) wydawał na potrzeby dekanatu gdańskiego kalendarz katolicki (Kirchenkalender des Dekanats Danzig). Odbył szereg podróży po świecie, był w wielu krajach Europy, w Ameryce Północnej, w północnej Afryce, a w 1910 towarzyszył biskupowi warmińskiemu Augustinusowi Bludau w pielgrzymce do Ziemi Świętej.
W grudniu 1919 mianowany został kanonikiem gremialnym kapituły katedralnej pelplińskiej, co spotkało się z krytycznym przyjęciem polskiego pisma "Pielgrzym", zarzucającego Michalskiemu związki z Partią Centrum. W 1933 z nominacji Piusa XI został papieskim prałatem domowym. W pracach chełmińskiej kurii biskupiej uczestniczył jako radca konsystorza, kurator kasy biskupstwa, sędzia prosynodalny (potem synodalny) Biskupiego Sądu Duchownego, członek diecezjalnej komisji egzaminacyjnej dla organistów. Był też dyrektorem szkoły organistowskiej. W 1928 został członkiem Towarzystwa Naukowego w Toruniu.
Zmarł 20 października 1935 w Pelplinie, pochowany został w miejscowej katedrze.